# John DeBrito
John DeBrito (ur. 3 grudnia 1968, zm. 25 marca 2020) – amerykański piłkarz, były reprezentant USA grający na pozycji obrońcy lub pomocnika.

## Kariera klubowa
John DeBrito pierwsze lata piłkarskiej kariery spędził w klubach z półprofesjonalnych lig. W 1996 roku został zawodnikiem występującego w nowo utworzonej Major League Soccer klubu New England Revolution. W kolejnych latach występował w New York MetroStars, Kansas City Wizards, Columbus Crew i Dallas Burn. Ogółem w MLS wystąpił w 70 meczach, w których strzelił 1 bramkę. Karierę zakończył w 2001 w Connecticut Wolves, który występował w USL A-League.

## Kariera reprezentacyjna
John DeBrito zadebiutował w reprezentacji Stanów Zjednoczonych 21 lutego 1991 w przegranym 0-1 meczu z Bermudami.
W 1992 roku wystąpił w pierwszej edycji Pucharze Konfederacji, który nosił wówczas nazwę Pucharu Króla Fahda. W tym turnieju był rezerwowym i nie wystąpił w żadnym meczu. Ostatni raz w reprezentacji wystąpił 6 października 1992. Ogółem w latach 1991–1992 rozegrał w reprezentacji USA rozegrał 6 spotkań.